# Heroes (We Could Be)
Heroes (We Could Be) är en låt av den svenska DJ:n och musikproducenten Alesso med den svenska sångerskan Tove Lo och släpptes den 22 augusti 2014. Trots att låtens melodi inte har någon likhet med David Bowies singel "'Heroes'" från 1977, lades hans och Brian Enos namn till låtens texter i juli 2015.